# Tapirus kabomani
Tapirus kabomani (лат.) — непарнокопытное млекопитающее, один из пяти ныне живущих видов тапиров. Самые маленькие тапиры: длина их тела — около 1,3 м, высота — 0,9 м, а вес — около 110 кг. Самки крупнее самцов. Окрас тёмно-серый или тёмно-коричневый, у самок от нижней части подбородка до шеи — более светлое пятно. Вид населяет Амазонию (на территории Бразилии и Колумбии), так же как и равнинный тапир. Питается листьями и плодами растений.
Об открытии нового вида тапиров, T. kabomani, было объявлено в декабре 2013 года группой бразильских зоологов в журнале «Journal of Mammalogy», что делает его первым непарнокопытным, открытым за последние более чем 100 лет. Обнаружить этих животных учёным помогли фотоловушки. Видовое название происходит от arabo kabomani, что на языке паумари означает «тапир».
Ближайшие родственники Tapirus kabomani — горный и равнинный тапиры.